# آنتسیو
آنتسیو (به ایتالیایی: Anzio) یک کومونه در ایتالیا است که در استان رم واقع شده‌است.

## خصوصیات
آنتسیو ۴۳٫۴۳ کیلومترمربع مساحت و ۴۹٬۷۳۱ نفر جمعیت دارد و ۳ متر بالاتر از سطح دریا واقع شده‌است.

## خواهرخوانده
شهرهای باد پیرمونت، پافوس و همستد خواهرخوانده‌های آنتسیو هستند.

## مناظر اصلی

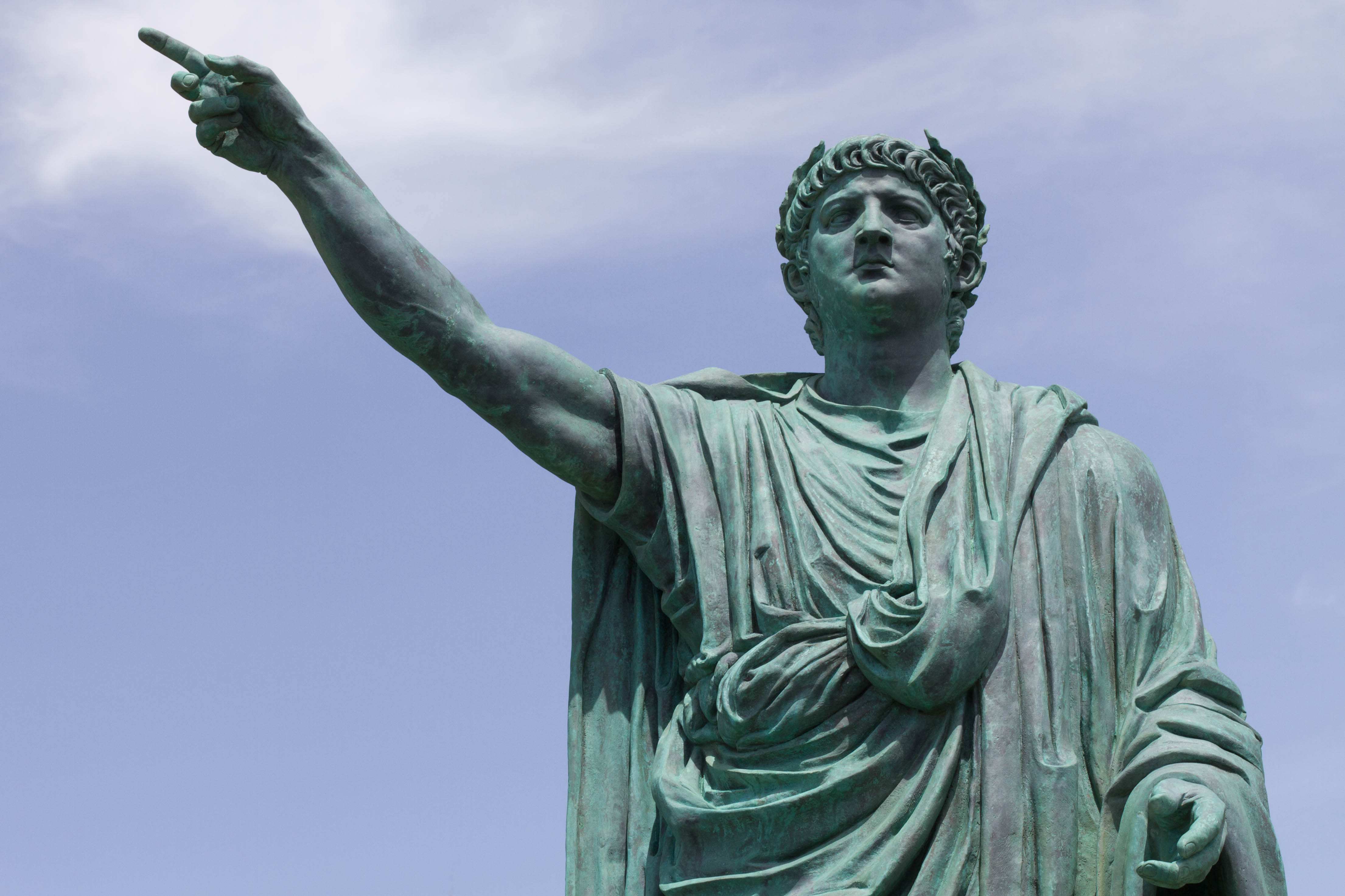
مجسمه نرو در آنتسیو توسط کلودیو والنتی ساخته شده است (۲۰۱۰).

در امتداد ساحل بقایای بسیاری از ویلاهای رومی است. یکی، داموس نرنیانا، به عنوان محل اقامت «نرو» شناخته شده است. در آنتسیو یک گورستان نظامی بریتانیا و یک موزه بیچارد پیدا می‌کنید.